# 命根
命根，佛教術語，二十二根之一，為生命存在的根源，佛教認為它具備了壽、煖、識三個特色。說一切有部將它列入心不相應行法之一。南傳上座部將命根分為色命根（rūpa-jīvitindriya），與非色命根（arūpa-jīvitindriya）二者。非色命根是心所法之一，為七個遍行心所之一。

## 概論
命根（Jīvitindriya）由命者（Jīvitaṃ）與根（Indriya）兩個單字組成。
佛教認為，所有生命的本體，稱為命根，它又被稱為壽命，能夠維持身體的溫度（煖）及意識（識）。當生命失去命根，失去壽、煖、識三者，即變成單純的色蘊堆積，分解為四大，即是死亡。
說一切有部認為，它是一種身心相續的狀態，並沒有實體，也不是靈魂。因此列入心不相應行之中。《俱舍論》將它的作用分為能續及能持二者。